# Fonction de test pour l'optimisation
En mathématiques appliquées, les fonctions de test sont des fonctions d'évaluation des caractéristiques des algorithmes d'optimisation, telles que taux de convergence ; précision ; robustesse ; performances générales.
Cette page représente que les fonctions de test les plus classiques: 
- à objectif unique.
- multi-objectifs (MOP), avec leurs fronts de Pareto.

Les représentations graphiques sont tirées de Bäck, Haupt et al. et du logiciel Rody Oldenhuis. Compte tenu du nombre de problèmes (55 au total), seuls quelques-uns sont présentés ici.
Les fonctions de test utilisées pour évaluer les algorithmes de MOP sont tirées de Deb, Binh et al. et Binh. On peut télécharger le logiciel développé par Deb, qui implémente la procédure NSGA-II avec GAs, ou le programme mis en ligne sur Internet, qui implémente la procédure NSGA-II avec ES.
Dans les présentations suivantes, seront juste donnés la forme générale de l'équation, un tracé de la fonction objectif, les limites des variables d'objet et les coordonnées des minima globaux.

## Optimisations à objectif unique
| Nom                   | Représentation                | Formule | Minimum absolu | Domaine d'application                                                         |
| --------------------- | ----------------------------- | --- | --- | ----------------------------------------------------------------------------- |
| Rastrigin function    | Rastrigin function for n=2    | {\displaystyle f(\mathbf {x} )=An+\sum _{i=1}^{n}\left[x_{i}^{2}-A\cos(2\pi x_{i})\right]} {\displaystyle {\text{où: }}A=10}                                                                             | {\displaystyle f(0,\dots ,0)=0} | {\displaystyle -5.12\leq x_{i}\leq 5.12}                                      |
| Fonction d'Ackley     | Ackley's function for n=2     | {\displaystyle f(x,y)=-20\exp \left[-0.2{\sqrt {0.5\left(x^{2}+y^{2}\right)}}\right]} {\displaystyle -\exp \left[0.5\left(\cos 2\pi x+\cos 2\pi y\right)\right]+e+20}                                    | {\displaystyle f(0,0)=0} | {\displaystyle -5\leq x,y\leq 5}                                              |
| Sphère                | Sphere function for n=2       | {\displaystyle f({\boldsymbol {x}})=\sum _{i=1}^{n}x_{i}^{2}} | {\displaystyle f(x_{1},\dots ,x_{n})=f(0,\dots ,0)=0} | {\displaystyle -\infty \leq x_{i}\leq \infty }, {\displaystyle 1\leq i\leq n} |
| Rosenbrock function   | Rosenbrock's function for n=2 | {\displaystyle f({\boldsymbol {x}})=\sum _{i=1}^{n-1}\left[100\left(x_{i+1}-x_{i}^{2}\right)^{2}+\left(1-x_{i}\right)^{2}\right]}                                                                        | {\displaystyle {\text{Min}}={\begin{cases}n=2&\rightarrow \quad f(1,1)=0,\\n=3&\rightarrow \quad f(1,1,1)=0,\\n>3&\rightarrow \quad f(\underbrace {1,\dots ,1} _{n{\text{ fois}}})=0\\\end{cases}}}                             | {\displaystyle -\infty \leq x_{i}\leq \infty }, {\displaystyle 1\leq i\leq n} |
| Fonction de Beale     | Beale's function              | {\displaystyle f(x,y)=\left(1.5-x+xy\right)^{2}+\left(2.25-x+xy^{2}\right)^{2}} {\displaystyle +\left(2.625-x+xy^{3}\right)^{2}}                                                                         | {\displaystyle f(3,0.5)=0} | {\displaystyle -4.5\leq x,y\leq 4.5}                                          |
| Goldstein–Price       | Goldstein–Price function      | {\displaystyle f(x,y)=\left[1+\left(x+y+1\right)^{2}\left(19-14x+3x^{2}-14y+6xy+3y^{2}\right)\right]} {\displaystyle \left[30+\left(2x-3y\right)^{2}\left(18-32x+12x^{2}+48y-36xy+27y^{2}\right)\right]} | {\displaystyle f(0,-1)=3} | {\displaystyle -2\leq x,y\leq 2}                                              |
| Booth                 | Booth's function              | {\displaystyle f(x,y)=\left(x+2y-7\right)^{2}+\left(2x+y-5\right)^{2}} | {\displaystyle f(1,3)=0} | {\displaystyle -10\leq x,y\leq 10}                                            |
| Bukin N.6             | Bukin function N.6            | {\displaystyle f(x,y)=100{\sqrt {\left\|y-0.01x^{2}\right\|}}+0.01\left\|x+10\right\|.\quad } | {\displaystyle f(-10,1)=0} | {\displaystyle -15\leq x\leq -5}, {\displaystyle -3\leq y\leq 3}              |
| Fonction de Matyas    | Matyas function               | {\displaystyle f(x,y)=0.26\left(x^{2}+y^{2}\right)-0.48xy} | {\displaystyle f(0,0)=0} | {\displaystyle -10\leq x,y\leq 10}                                            |
| Fonction de Lévi N.13 | Lévi function N.13            | {\displaystyle f(x,y)=\sin ^{2}3\pi x+\left(x-1\right)^{2}\left(1+\sin ^{2}3\pi y\right)} {\displaystyle +\left(y-1\right)^{2}\left(1+\sin ^{2}2\pi y\right)}                                            | {\displaystyle f(1,1)=0} | {\displaystyle -10\leq x,y\leq 10}                                            |
| Himmelblau's function | Himmelblau's function         | {\displaystyle f(x,y)=(x^{2}+y-11)^{2}+(x+y^{2}-7)^{2}.\quad } | {\displaystyle {\text{Min}}={\begin{cases}f\left(3.0,2.0\right)&=0.0\\f\left(-2.805118,3.131312\right)&=0.0\\f\left(-3.779310,-3.283186\right)&=0.0\\f\left(3.584428,-1.848126\right)&=0.0\\\end{cases}}}                       | {\displaystyle -5\leq x,y\leq 5}                                              |
| Three-hump camel      | Three Hump Camel function     | {\displaystyle f(x,y)=2x^{2}-1.05x^{4}+{\frac {x^{6}}{6}}+xy+y^{2}} | {\displaystyle f(0,0)=0} | {\displaystyle -5\leq x,y\leq 5}                                              |
| Easom                 | Easom function                | {\displaystyle f(x,y)=-\cos \left(x\right)\cos \left(y\right)\exp \left(-\left(\left(x-\pi \right)^{2}+\left(y-\pi \right)^{2}\right)\right)}                                                            | {\displaystyle f(\pi ,\pi )=-1} | {\displaystyle -100\leq x,y\leq 100}                                          |
| Cross-in-tray         | Cross-in-tray function        | {\displaystyle f(x,y)=-0.0001\left[\left\|\sin x\sin y\exp \left(\left\|100-{\frac {\sqrt {x^{2}+y^{2}}}{\pi }}\right\|\right)\right\|+1\right]^{0.1}}                                                   | {\displaystyle {\text{Min}}={\begin{cases}f\left(1.34941,-1.34941\right)&=-2.06261\\f\left(1.34941,1.34941\right)&=-2.06261\\f\left(-1.34941,1.34941\right)&=-2.06261\\f\left(-1.34941,-1.34941\right)&=-2.06261\\\end{cases}}} | {\displaystyle -10\leq x,y\leq 10}                                            |
| Eggholder             | Eggholder function            | {\displaystyle f(x,y)=-\left(y+47\right)\sin {\sqrt {\left\|{\frac {x}{2}}+\left(y+47\right)\right\|}}-x\sin {\sqrt {\left\|x-\left(y+47\right)\right\|}}}                                               | {\displaystyle f(512,404.2319)=-959.6407} | {\displaystyle -512\leq x,y\leq 512}                                          |
| Table de Hölder       | Holder table function         | {\displaystyle f(x,y)=-\left\|\sin x\cos y\exp \left(\left\|1-{\frac {\sqrt {x^{2}+y^{2}}}{\pi }}\right\|\right)\right\|}                                                                                | {\displaystyle {\text{Min}}={\begin{cases}f\left(8.05502,9.66459\right)&=-19.2085\\f\left(-8.05502,9.66459\right)&=-19.2085\\f\left(8.05502,-9.66459\right)&=-19.2085\\f\left(-8.05502,-9.66459\right)&=-19.2085\end{cases}}}   | {\displaystyle -10\leq x,y\leq 10}                                            |
| McCormick             | McCormick function            | {\displaystyle f(x,y)=\sin \left(x+y\right)+\left(x-y\right)^{2}-1.5x+2.5y+1} | {\displaystyle f(-0.54719,-1.54719)=-1.9133} | {\displaystyle -1.5\leq x\leq 4}, {\displaystyle -3\leq y\leq 4}              |
| Schaffer N. 2         | Schaffer function N.2         | {\displaystyle f(x,y)=0.5+{\frac {\sin ^{2}\left(x^{2}-y^{2}\right)-0.5}{\left[1+0.001\left(x^{2}+y^{2}\right)\right]^{2}}}}                                                                             | {\displaystyle f(0,0)=0} | {\displaystyle -100\leq x,y\leq 100}                                          |
| Schaffer N. 4         | Schaffer function N.4         | {\displaystyle f(x,y)=0.5+{\frac {\cos ^{2}\left[\sin \left(\left\|x^{2}-y^{2}\right\|\right)\right]-0.5}{\left[1+0.001\left(x^{2}+y^{2}\right)\right]^{2}}}}                                            | {\displaystyle {\text{Min}}={\begin{cases}f\left(0,1.25313\right)&=0.292579\\f\left(0,-1.25313\right)&=0.292579\\f\left(1.25313,0\right)&=0.292579\\f\left(-1.25313,0\right)&=0.292579\end{cases}}}                             | {\displaystyle -100\leq x,y\leq 100}                                          |
| Styblinski–Tang       | Styblinski-Tang function      | {\displaystyle f({\boldsymbol {x}})={\frac {\sum _{i=1}^{n}x_{i}^{4}-16x_{i}^{2}+5x_{i}}{2}}} | {\displaystyle -39.16617n<f(\underbrace {-2.903534,\ldots ,-2.903534} _{n{\text{ fois}}})<-39.16616n} | {\displaystyle -5\leq x_{i}\leq 5}, {\displaystyle 1\leq i\leq n}..           |

## Optimisations contraintes
| Name                                                    | Plot                                                    | Formula | Global minimum                                          | Search domain                                                             |
| ------------------------------------------------------- | ------------------------------------------------------- | --- | ------------------------------------------------------- | ------------------------------------------------------------------------- |
| Rosenbrock function constrained with a cubic and a line | Rosenbrock function constrained with a cubic and a line | {\displaystyle f(x,y)=(1-x)^{2}+100(y-x^{2})^{2}}, subjected to: {\displaystyle (x-1)^{3}-y+1\leq 0{\text{ and }}x+y-2\leq 0} | {\displaystyle f(1.0,1.0)=0}                            | {\displaystyle -1.5\leq x\leq 1.5}, {\displaystyle -0.5\leq y\leq 2.5}    |
| Rosenbrock function constrained to a disk               | Rosenbrock function constrained to a disk               | {\displaystyle f(x,y)=(1-x)^{2}+100(y-x^{2})^{2}}, subjected to: {\displaystyle x^{2}+y^{2}\leq 2} | {\displaystyle f(1.0,1.0)=0}                            | {\displaystyle -1.5\leq x\leq 1.5}, {\displaystyle -1.5\leq y\leq 1.5}    |
| Mishra's Bird function - constrained,                   | Bird function (constrained)                             | {\displaystyle f(x,y)=\sin(y)e^{\left[(1-\cos x)^{2}\right]}+\cos(x)e^{\left[(1-\sin y)^{2}\right]}+(x-y)^{2}}, subjected to: {\displaystyle (x+5)^{2}+(y+5)^{2}<25}                                                              | {\displaystyle f(-3.1302468,-1.5821422)=-106.7645367}   | {\displaystyle -10\leq x\leq 0}, {\displaystyle -6.5\leq y\leq 0}         |
| Townsend function (modified)                            | Heart constrained multimodal function                   | {\displaystyle f(x,y)=-[\cos((x-0.1)y)]^{2}-x\sin(3x+y)}, subjected to:{\displaystyle x^{2}+y^{2}<\left[2\cos t-{\frac {1}{2}}\cos 2t-{\frac {1}{4}}\cos 3t-{\frac {1}{8}}\cos 4t\right]^{2}+[2\sin t]^{2}} where: t = Atan2(x,y) | {\displaystyle f(2.0052938,1.1944509)=-2.0239884}       | {\displaystyle -2.25\leq x\leq 2.25}, {\displaystyle -2.5\leq y\leq 1.75} |
| Gomez and Levy function (modified)                      | Gomez and Levy Function                                 | {\displaystyle f(x,y)=4x^{2}-2.1x^{4}+{\frac {1}{3}}x^{6}+xy-4y^{2}+4y^{4}}, subjected to:{\displaystyle -\sin(4\pi x)+2\sin ^{2}(2\pi y)\leq 1.5}                                                                                | {\displaystyle f(0.08984201,-0.7126564)=-1.031628453}   | {\displaystyle -1\leq x\leq 0.75}, {\displaystyle -1\leq y\leq 1}         |
| Simionescu function                                     | Simionescu function                                     | {\displaystyle f(x,y)=0.1xy}, subjected to: {\displaystyle x^{2}+y^{2}\leq \left[r_{T}+r_{S}\cos \left(n\arctan {\frac {x}{y}}\right)\right]^{2}} {\displaystyle {\text{where: }}r_{T}=1,r_{S}=0.2{\text{ and }}n=8}              | {\displaystyle f(\pm 0.84852813,\mp 0.84852813)=-0.072} | {\displaystyle -1.25\leq x,y\leq 1.25}                                    |

## Optimisations multi-objectifs
| Name                                 | Plot                              | Functions | Constraints | Search domain |
| ------------------------------------ | --------------------------------- | --- | --- | --- |
| Binh and Korn function:              | Binh and Korn function            | {\displaystyle {\text{Minimize}}={\begin{cases}f_{1}\left(x,y\right)=4x^{2}+4y^{2}\\f_{2}\left(x,y\right)=\left(x-5\right)^{2}+\left(y-5\right)^{2}\\\end{cases}}} | {\displaystyle {\text{s.t.}}={\begin{cases}g_{1}\left(x,y\right)=\left(x-5\right)^{2}+y^{2}\leq 25\\g_{2}\left(x,y\right)=\left(x-8\right)^{2}+\left(y+3\right)^{2}\geq 7.7\\\end{cases}}} | {\displaystyle 0\leq x\leq 5}, {\displaystyle 0\leq y\leq 3} |
| Chankong and Haimes function :       | Chakong and Haimes function       | {\displaystyle {\text{Minimize}}={\begin{cases}f_{1}\left(x,y\right)=2+\left(x-2\right)^{2}+\left(y-1\right)^{2}\\f_{2}\left(x,y\right)=9x-\left(y-1\right)^{2}\\\end{cases}}} | {\displaystyle {\text{s.t.}}={\begin{cases}g_{1}\left(x,y\right)=x^{2}+y^{2}\leq 225\\g_{2}\left(x,y\right)=x-3y+10\leq 0\\\end{cases}}} | {\displaystyle -20\leq x,y\leq 20} |
| Fonseca–Fleming function :           | Fonseca and Fleming function      | {\displaystyle {\text{Minimize}}={\begin{cases}f_{1}\left({\boldsymbol {x}}\right)=1-\exp \left[-\sum _{i=1}^{n}\left(x_{i}-{\frac {1}{\sqrt {n}}}\right)^{2}\right]\\f_{2}\left({\boldsymbol {x}}\right)=1-\exp \left[-\sum _{i=1}^{n}\left(x_{i}+{\frac {1}{\sqrt {n}}}\right)^{2}\right]\\\end{cases}}} | | {\displaystyle -4\leq x_{i}\leq 4}, {\displaystyle 1\leq i\leq n} |
| Test function 4:                     | Test function 4.                  | {\displaystyle {\text{Minimize}}={\begin{cases}f_{1}\left(x,y\right)=x^{2}-y\\f_{2}\left(x,y\right)=-0.5x-y-1\\\end{cases}}} | {\displaystyle {\text{s.t.}}={\begin{cases}g_{1}\left(x,y\right)=6.5-{\frac {x}{6}}-y\geq 0\\g_{2}\left(x,y\right)=7.5-0.5x-y\geq 0\\g_{3}\left(x,y\right)=30-5x-y\geq 0\\\end{cases}}} | {\displaystyle -7\leq x,y\leq 4} |
| Kursawe function:                    | Kursawe function                  | {\displaystyle {\text{Minimize}}={\begin{cases}f_{1}\left({\boldsymbol {x}}\right)=\sum _{i=1}^{2}\left[-10\exp \left(-0.2{\sqrt {x_{i}^{2}+x_{i+1}^{2}}}\right)\right]\\&\\f_{2}\left({\boldsymbol {x}}\right)=\sum _{i=1}^{3}\left[\left\|x_{i}\right\|^{0.8}+5\sin \left(x_{i}^{3}\right)\right]\\\end{cases}}} | | {\displaystyle -5\leq x_{i}\leq 5}, {\displaystyle 1\leq i\leq 3}. |
| Schaffer function N. 1 :             | Schaffer function N.1             | {\displaystyle {\text{Minimize}}={\begin{cases}f_{1}\left(x\right)=x^{2}\\f_{2}\left(x\right)=\left(x-2\right)^{2}\\\end{cases}}} | | {\displaystyle -A\leq x\leq A}. Values of {\displaystyle A} from {\displaystyle 10} to {\displaystyle 10^{5}} have been used successfully. Higher values of {\displaystyle A} increase the difficulty of the problem. |
| Schaffer function N. 2:              | Schaffer function N.2             | {\displaystyle {\text{Minimize}}={\begin{cases}f_{1}\left(x\right)={\begin{cases}-x,&{\text{if }}x\leq 1\\x-2,&{\text{if }}1<x\leq 3\\4-x,&{\text{if }}3<x\leq 4\\x-4,&{\text{if }}x>4\\\end{cases}}\\f_{2}\left(x\right)=\left(x-5\right)^{2}\\\end{cases}}} | | {\displaystyle -5\leq x\leq 10}. |
| Poloni's two objective function:     | Poloni's two objective function   | {\displaystyle {\text{Minimize}}={\begin{cases}f_{1}\left(x,y\right)=\left[1+\left(A_{1}-B_{1}\left(x,y\right)\right)^{2}+\left(A_{2}-B_{2}\left(x,y\right)\right)^{2}\right]\\f_{2}\left(x,y\right)=\left(x+3\right)^{2}+\left(y+1\right)^{2}\\\end{cases}}} {\displaystyle {\text{where}}={\begin{cases}A_{1}=0.5\sin \left(1\right)-2\cos \left(1\right)+\sin \left(2\right)-1.5\cos \left(2\right)\\A_{2}=1.5\sin \left(1\right)-\cos \left(1\right)+2\sin \left(2\right)-0.5\cos \left(2\right)\\B_{1}\left(x,y\right)=0.5\sin \left(x\right)-2\cos \left(x\right)+\sin \left(y\right)-1.5\cos \left(y\right)\\B_{2}\left(x,y\right)=1.5\sin \left(x\right)-\cos \left(x\right)+2\sin \left(y\right)-0.5\cos \left(y\right)\end{cases}}} | | {\displaystyle -\pi \leq x,y\leq \pi } |
| Zitzler–Deb–Thiele's function N. 1 : | Zitzler-Deb-Thiele's function N.1 | {\displaystyle {\text{Minimize}}={\begin{cases}f_{1}\left({\boldsymbol {x}}\right)=x_{1}\\f_{2}\left({\boldsymbol {x}}\right)=g\left({\boldsymbol {x}}\right)h\left(f_{1}\left({\boldsymbol {x}}\right),g\left({\boldsymbol {x}}\right)\right)\\g\left({\boldsymbol {x}}\right)=1+{\frac {9}{29}}\sum _{i=2}^{30}x_{i}\\h\left(f_{1}\left({\boldsymbol {x}}\right),g\left({\boldsymbol {x}}\right)\right)=1-{\sqrt {\frac {f_{1}\left({\boldsymbol {x}}\right)}{g\left({\boldsymbol {x}}\right)}}}\\\end{cases}}} | | {\displaystyle 0\leq x_{i}\leq 1}, {\displaystyle 1\leq i\leq 30}. |
| Zitzler–Deb–Thiele's function N. 2 : | Zitzler-Deb-Thiele's function N.2 | {\displaystyle {\text{Minimize}}={\begin{cases}f_{1}\left({\boldsymbol {x}}\right)=x_{1}\\f_{2}\left({\boldsymbol {x}}\right)=g\left({\boldsymbol {x}}\right)h\left(f_{1}\left({\boldsymbol {x}}\right),g\left({\boldsymbol {x}}\right)\right)\\g\left({\boldsymbol {x}}\right)=1+{\frac {9}{29}}\sum _{i=2}^{30}x_{i}\\h\left(f_{1}\left({\boldsymbol {x}}\right),g\left({\boldsymbol {x}}\right)\right)=1-\left({\frac {f_{1}\left({\boldsymbol {x}}\right)}{g\left({\boldsymbol {x}}\right)}}\right)^{2}\\\end{cases}}} | | {\displaystyle 0\leq x_{i}\leq 1}, {\displaystyle 1\leq i\leq 30}. |
| Zitzler–Deb–Thiele's function N. 3:  | Zitzler-Deb-Thiele's function N.3 | {\displaystyle {\text{Minimize}}={\begin{cases}f_{1}\left({\boldsymbol {x}}\right)=x_{1}\\f_{2}\left({\boldsymbol {x}}\right)=g\left({\boldsymbol {x}}\right)h\left(f_{1}\left({\boldsymbol {x}}\right),g\left({\boldsymbol {x}}\right)\right)\\g\left({\boldsymbol {x}}\right)=1+{\frac {9}{29}}\sum _{i=2}^{30}x_{i}\\h\left(f_{1}\left({\boldsymbol {x}}\right),g\left({\boldsymbol {x}}\right)\right)=1-{\sqrt {\frac {f_{1}\left({\boldsymbol {x}}\right)}{g\left({\boldsymbol {x}}\right)}}}-\left({\frac {f_{1}\left({\boldsymbol {x}}\right)}{g\left({\boldsymbol {x}}\right)}}\right)\sin \left(10\pi f_{1}\left({\boldsymbol {x}}\right)\right)\end{cases}}}                                                                        | | {\displaystyle 0\leq x_{i}\leq 1}, {\displaystyle 1\leq i\leq 30}. |
| Zitzler–Deb–Thiele's function N. 4:  | Zitzler-Deb-Thiele's function N.4 | {\displaystyle {\text{Minimize}}={\begin{cases}f_{1}\left({\boldsymbol {x}}\right)=x_{1}\\f_{2}\left({\boldsymbol {x}}\right)=g\left({\boldsymbol {x}}\right)h\left(f_{1}\left({\boldsymbol {x}}\right),g\left({\boldsymbol {x}}\right)\right)\\g\left({\boldsymbol {x}}\right)=91+\sum _{i=2}^{10}\left(x_{i}^{2}-10\cos \left(4\pi x_{i}\right)\right)\\h\left(f_{1}\left({\boldsymbol {x}}\right),g\left({\boldsymbol {x}}\right)\right)=1-{\sqrt {\frac {f_{1}\left({\boldsymbol {x}}\right)}{g\left({\boldsymbol {x}}\right)}}}\end{cases}}} | | {\displaystyle 0\leq x_{1}\leq 1}, {\displaystyle -5\leq x_{i}\leq 5}, {\displaystyle 2\leq i\leq 10} |
| Zitzler–Deb–Thiele's function N. 6:  | Zitzler-Deb-Thiele's function N.6 | {\displaystyle {\text{Minimize}}={\begin{cases}f_{1}\left({\boldsymbol {x}}\right)=1-\exp \left(-4x_{1}\right)\sin ^{6}\left(6\pi x_{1}\right)\\f_{2}\left({\boldsymbol {x}}\right)=g\left({\boldsymbol {x}}\right)h\left(f_{1}\left({\boldsymbol {x}}\right),g\left({\boldsymbol {x}}\right)\right)\\g\left({\boldsymbol {x}}\right)=1+9\left[{\frac {\sum _{i=2}^{10}x_{i}}{9}}\right]^{0.25}\\h\left(f_{1}\left({\boldsymbol {x}}\right),g\left({\boldsymbol {x}}\right)\right)=1-\left({\frac {f_{1}\left({\boldsymbol {x}}\right)}{g\left({\boldsymbol {x}}\right)}}\right)^{2}\\\end{cases}}} | | {\displaystyle 0\leq x_{i}\leq 1}, {\displaystyle 1\leq i\leq 10}. |
| Osyczka and Kundu function:          | Osyczka and Kundu function        | {\displaystyle {\text{Minimize}}={\begin{cases}f_{1}\left({\boldsymbol {x}}\right)=-25\left(x_{1}-2\right)^{2}-\left(x_{2}-2\right)^{2}-\left(x_{3}-1\right)^{2}-\left(x_{4}-4\right)^{2}-\left(x_{5}-1\right)^{2}\\f_{2}\left({\boldsymbol {x}}\right)=\sum _{i=1}^{6}x_{i}^{2}\\\end{cases}}} | {\displaystyle {\text{s.t.}}={\begin{cases}g_{1}\left({\boldsymbol {x}}\right)=x_{1}+x_{2}-2\geq 0\\g_{2}\left({\boldsymbol {x}}\right)=6-x_{1}-x_{2}\geq 0\\g_{3}\left({\boldsymbol {x}}\right)=2-x_{2}+x_{1}\geq 0\\g_{4}\left({\boldsymbol {x}}\right)=2-x_{1}+3x_{2}\geq 0\\g_{5}\left({\boldsymbol {x}}\right)=4-\left(x_{3}-3\right)^{2}-x_{4}\geq 0\\g_{6}\left({\boldsymbol {x}}\right)=\left(x_{5}-3\right)^{2}+x_{6}-4\geq 0\end{cases}}} | {\displaystyle 0\leq x_{1},x_{2},x_{6}\leq 10}, {\displaystyle 1\leq x_{3},x_{5}\leq 5}, {\displaystyle 0\leq x_{4}\leq 6}.                                                                                           |
| CTP1 function (2 variables),:        | CTP1 function (2 variables).      | {\displaystyle {\text{Minimize}}={\begin{cases}f_{1}\left(x,y\right)=x\\f_{2}\left(x,y\right)=\left(1+y\right)\exp \left(-{\frac {x}{1+y}}\right)\end{cases}}} | {\displaystyle {\text{s.t.}}={\begin{cases}g_{1}\left(x,y\right)={\frac {f_{2}\left(x,y\right)}{0.858\exp \left(-0.541f_{1}\left(x,y\right)\right)}}\geq 1\\g_{2}\left(x,y\right)={\frac {f_{2}\left(x,y\right)}{0.728\exp \left(-0.295f_{1}\left(x,y\right)\right)}}\geq 1\end{cases}}} | {\displaystyle 0\leq x,y\leq 1}. |
| Constr-Ex problem:                   | Constr-Ex problem.                | {\displaystyle {\text{Minimize}}={\begin{cases}f_{1}\left(x,y\right)=x\\f_{2}\left(x,y\right)={\frac {1+y}{x}}\\\end{cases}}} | {\displaystyle {\text{s.t.}}={\begin{cases}g_{1}\left(x,y\right)=y+9x\geq 6\\g_{2}\left(x,y\right)=-y+9x\geq 1\\\end{cases}}} | {\displaystyle 0.1\leq x\leq 1}, {\displaystyle 0\leq y\leq 5} |
| Viennet function:                    | Viennet function                  | {\displaystyle {\text{Minimize}}={\begin{cases}f_{1}\left(x,y\right)=0.5\left(x^{2}+y^{2}\right)+\sin \left(x^{2}+y^{2}\right)\\f_{2}\left(x,y\right)={\frac {\left(3x-2y+4\right)^{2}}{8}}+{\frac {\left(x-y+1\right)^{2}}{27}}+15\\f_{3}\left(x,y\right)={\frac {1}{x^{2}+y^{2}+1}}-1.1\exp \left(-\left(x^{2}+y^{2}\right)\right)\\\end{cases}}} | | {\displaystyle -3\leq x,y\leq 3}. |